# 冨田せな
冨田 せな（とみた せな、1999年10月5日 - ）は、日本のスノーボード選手。新潟県妙高市出身。開志国際高等学校卒業。
妹のるきもスノーボード選手である。

## 経歴
3歳からスノーボードを始め、中学校1年次に日本スノーボード協会公認プロ資格を取得。
2018年平昌オリンピックのスノーボード競技代表としてハーフパイプに出場。松本遥奈とともに決勝まで進出し、8位入賞となった。
2018年4月、全日本ウィンタースポーツ専門学校に進学。
2022年1月22日、コロラド州アスペンで開催されたX GAMESスーパーパイプで優勝、金メダルを獲得。自身初めて主要な国際大会を制した。2月、2022年北京オリンピックのスノーボード競技代表としてハーフパイプに出場。3位入賞となり、銅メダルを獲得。
2022年12月9日、コンディション不良のため2022-2023シーズンを休養することを発表。